# Synanthedon culiciformis
Synanthedon culiciformis, được gọi là the Large Red-belted Clearwing, là một loài bướm đêm thuộc họ Sesiidae. Loài này có ở miền Cổ bắc và miền Tân bắc.

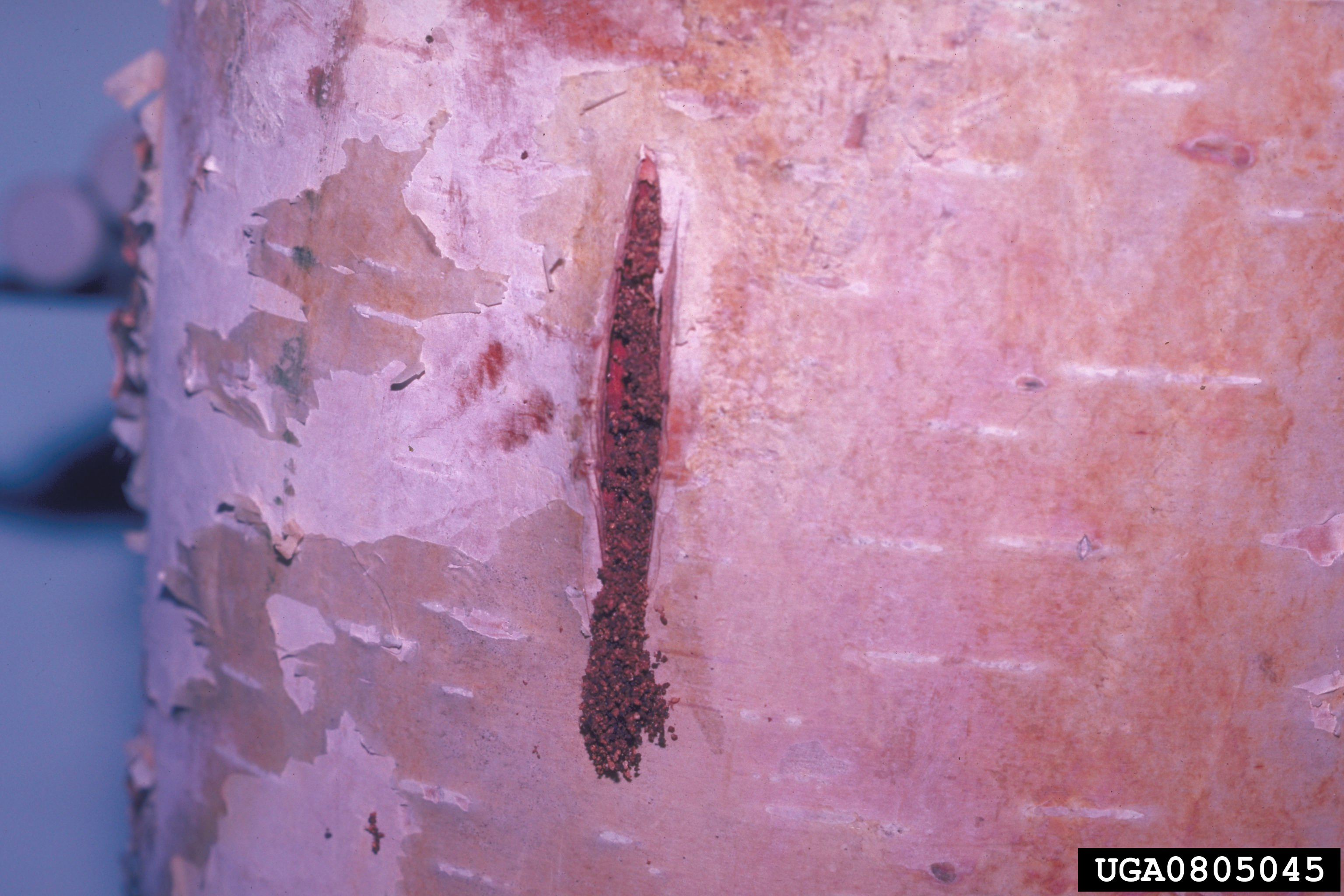
Damage

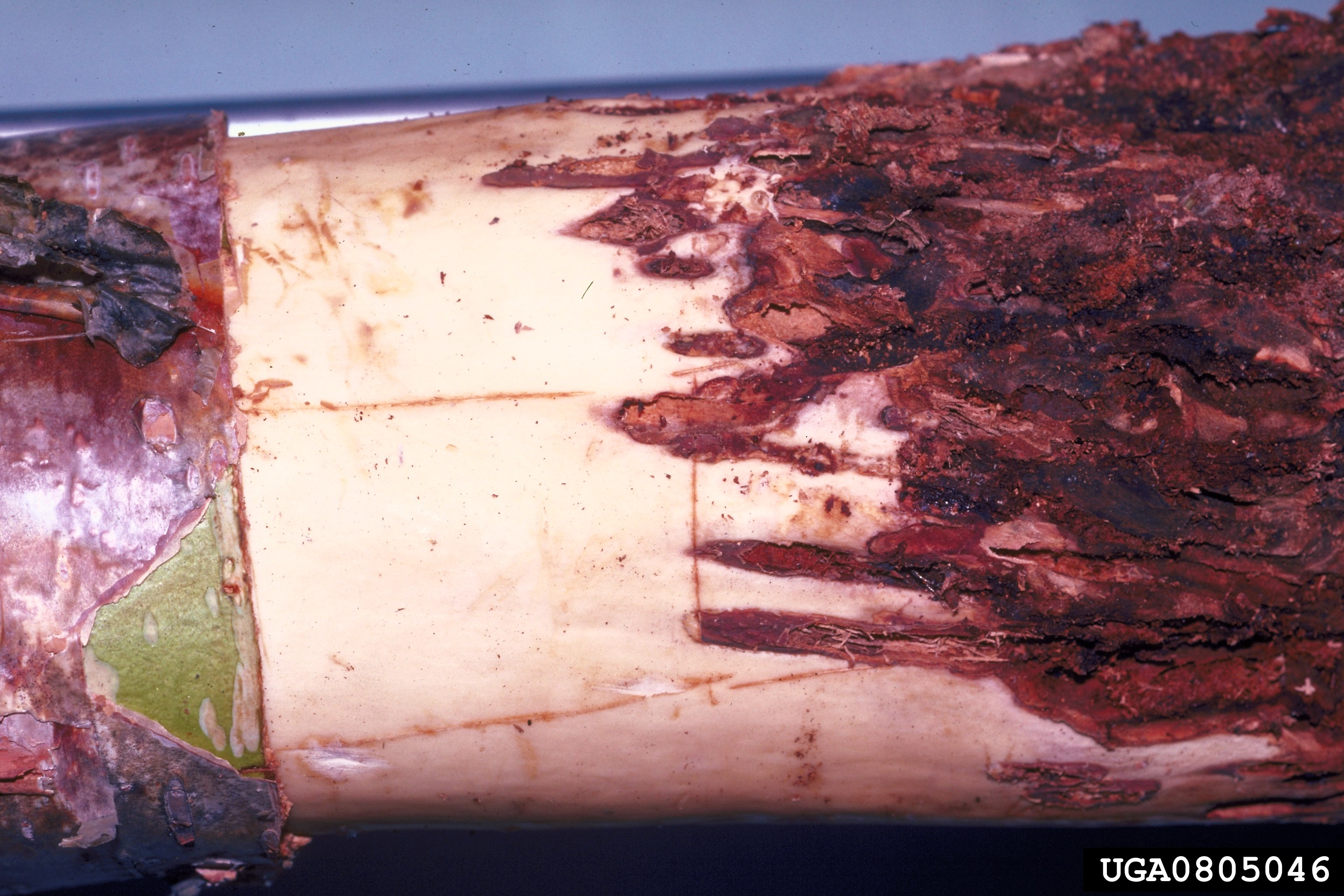
Galleries

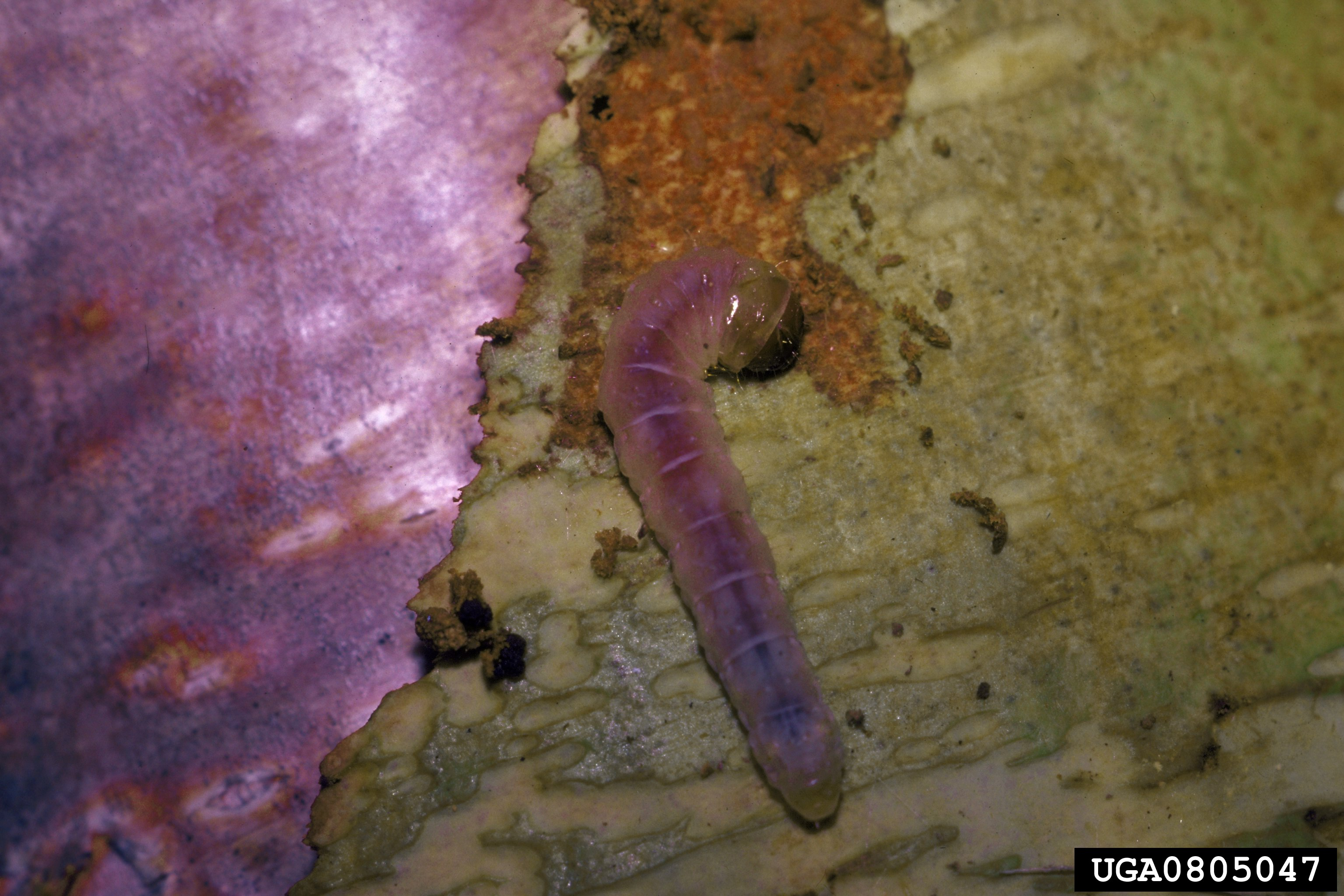
Ấu trùng

Sải cánh dài 23–27 milimét (0,91–1,06 in). Chiều dài cánh trước là 12–14 mm (0,47–0,55 in). Con trưởng thành bay từ tháng 4 đến tháng 8 tùy theo địa điểm.
Ấu trùng ăn various rụng lá trees, especially bạch dương but also tống quán sủi.

## Hình ảnh

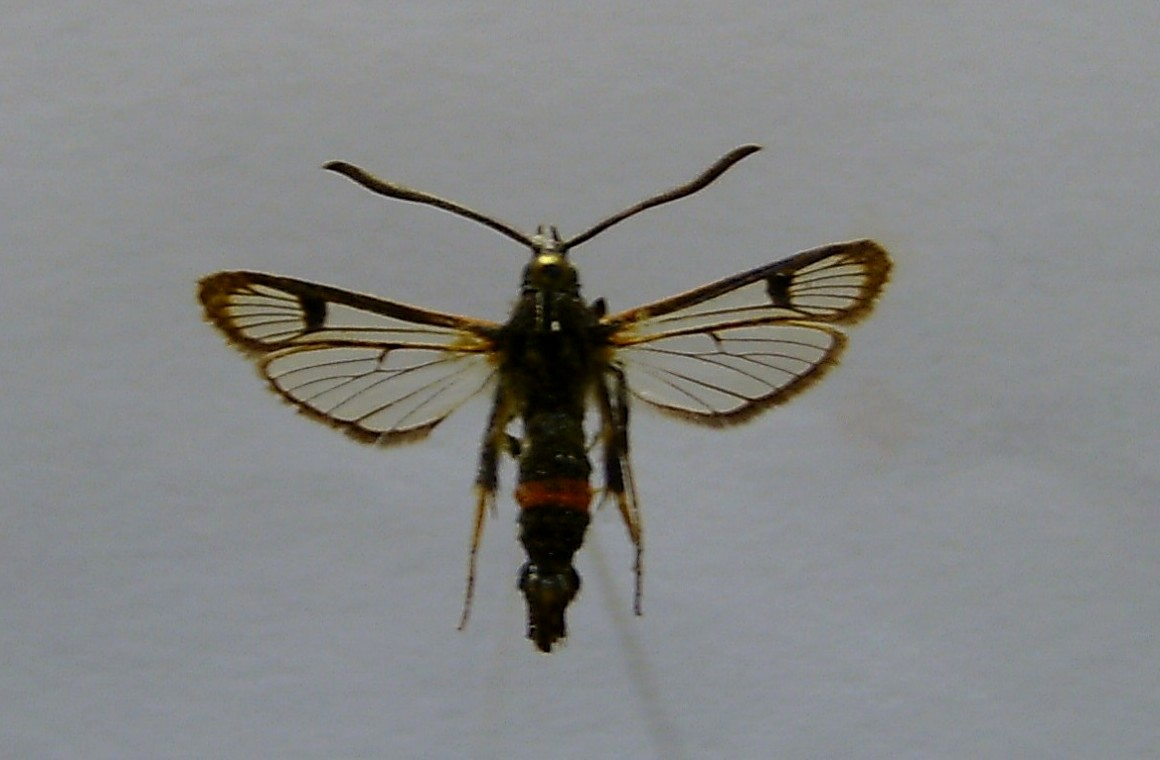